# Philipp Horn
Philipp Horn (Arnstadt, 8 de noviembre de 1994) es un deportista alemán que compite en biatlón.
Ganó dos medallas de bronce en el Campeonato Mundial de Biatlón, en los años 2020 y 2025, y tres medallas en el Campeonato Europeo de Biatlón entre los años 2018 y 2022.

## Palmarés internacional
| Campeonato Mundial | Campeonato Mundial           | Campeonato Mundial | Campeonato Mundial |
| Año                | Lugar                        | Medalla            | Prueba             |
| ------------------ | ---------------------------- | ------------------ | ------------------ |
| 2020               | Anterselva (Italia)          | Medalla de bronce  | Relevo             |
| 2025               | Lenzerheide (Suiza)          | Medalla de bronce  | Relevo             |
| Campeonato Europeo |                              |                    |                    |
| Año                | Lugar                        | Medalla            | Prueba             |
| 2018               | Val Ridanna (Italia)         | Medalla de bronce  | Individual         |
| 2019               | Minsk-Raubichi (Bielorrusia) | Medalla de plata   | Relevo mixto       |
| 2022               | Arber (Alemania)             | Medalla de plata   | Relevo mixto       |